# 世界影视服务频道
世界影视服务频道（英語：Worldnet Television and Film Service）是美国政府资助、向美国以外地区观众广播的有线卫星电视频道，总部位于华盛顿哥伦比亚特区。该频道全天候广播，目标是展示“平衡准确地展示美国社会、政策及人民”。

## 历史
世界影视服务频道于1983年首播，最初受美国新闻署管理，后来纳入美国国际媒体署。
2001年9月11日，该频道中断正常广播，改为转播彭博電視，播出九一一袭击事件的现场画面。
2002年，频道从模拟广播转移至数字广播。
2004年5月16日，为削减运营开支，频道并入美国之音。

## 节目
节目语言包括阿拉伯语、克罗地亚语、英语、法语、汉语、西班牙语、俄语、波兰语、塞尔维亚语、乌克兰语等语言。节目通过卫星传送，也在外国的电视广播及有线电视系统中播出。频道也播出其他美国电视台制作的节目，包括《PBS新闻一小时》、《晚间商业报道》、《计算机编年史》和《彭博信息电视》。另外还有美式英语教学节目。
根据1948年的《信息与教育交流法案》，频道不在美国境内播出，防止本国民众接受政府的政治宣传。